# Alfie
Alfie är en amerikansk-brittisk film från 2004 i regi av Charles Shyer. I huvudrollerna ses Jude Law, Marisa Tomei och Susan Sarandon.

## Handling
Alfie verkar vara en lycklig ungkarl, men trots många kvinnoaffärer vågar han inte låta någon kvinna komma honom nära. En dag slänger hans flickvän ut honom, samtidigt får han veta att han gjort sin bästa väns fästmö gravid.

## Om filmen
Filmen är inspelad i Liverpool, London, Manchester, New York och Tibury. Den hade världspremiär i Storbritannien den 22 oktober 2004 och svensk premiär den 7 januari 2005; den är barntillåten. Filmen är en remake av Fallet Alfie från 1966.

## Rollista (urval)
- Jude Law – Alfie
- Renée Taylor –  Lu Schnitman
- Jane Krakowski – Dorie
- Jeff Harding – Phil
- Marisa Tomei – Julie
- Kevin Rahm – Terry
- Max Morris – Max
- Omar Epps – Marlon
- Veronica Clifford – sköterska i väntrummet
- Susan Sarandon – Liz
- Sienna Miller – Nikki

## Musik i filmen
- Alfie, musik Burt Bacharach, text Hal David
- Starting a Revolution, skriven av Steve McEwan, framförd av UnAmerican
- Wicked Time, skriven av Mick Jagger, David A. Stewart, Burt Bacharach, Hal David och Nadirah Seid, framförd av Joss Stone, Nadirah Seid och Mick Jagger
- Dudley's World, skriven av William Cameron, Samuel Stewart, Rory O'Donnell och Michael Deegan, framförd av Dumstruk
- A Sketch of Jets, skriven av William Cameron, Samuel Stewart, Rory O'Donnell och Michael Deegan, framförd av Dumstruk
- Gunshot, skriven och framförd av Carina Round
- Eastern Standard Time, skriven av Roland Alfonso, Lloyd Brivett, Don Drummond, Jerome Haynes, Ferron Knibb, Tommy McCook, Donat Mittoo, Johnny Moore och Lester Sterling, framförd av The Skatalites
- Darkness of Your Love, skriven av Charles Shyer, David A. Stewart och Gary "Mudbone" Cooper, framförd av Gary "Mudbone" Cooper och David A. Stewart
- Woman's Got Soul, skriven av Curtis Mayfield, framförd av The Impressions
- Love T.K.O., skriven av Cecil D. Womack, Linda M. Womack och Gip Noble, framförd av Teddy Pendergrass
- For the Love of You, skriven av The Isley Brothers och Chris Jasper, framförd av The Isley Brothers
- Don't Worry About It, skriven av Pharrell Williams och Chad Hugo, framförd av N.E.R.D.
- Blind Leading the Blind (Live Acoustic Version), skriven och framförd av Mick Jagger och David A. Stewart
- That Friend of Mine, skriven av Charles Shyer och David A. Stewart, framförd av Claudia Fontaine
- Lonely Without You (This Christmas), skriven av Mick Jagger och David A. Stewart, framförd av Mick Jagger och Joss Stone
- Little Saint Nick, skriven av Brian Wilson och Mike Love, framförd av The Beach Boys
- I Can't Stand the Rain, skriven av Ann Peebles, Bernard Miller och Don Bryant, framförd av Ann Peebles
- Baby, skriven av Wyclef Jean, Jerry Duplessis och Sheldon Harris, framförd av Wyclef Jean
- Merry Christmas, Darling, skriven av John Walsh, framförd av The Uniques
- In the Cool, Cool, Cool of the Evening, musik Hoagy Carmichael, text Johnny Mercer, framförd av Mary Carewe och The Louis Vause Orchestra
- Auld Lang Syne, text Robert Burns, framförd av The Louis Vause Orchestra
- The Beat Goes On, skriven av Sonny Bono, framförd av The Buddy Rich Big Band
- Let's Play Something Else, skriven och framförd av Michel Legrand
- Let's Make It Up, skriven och framförd av Mick Jagger och David A. Stewart
- Unchained Melody, musik Alex North, text Hy Zaret, framförd av The Righteous Brothers
- Blind Leading the Blind, skriven och framförd av Mick Jagger och David A. Stewart
- Old Habits Die Hard, skriven och framförd av Mick Jagger och David A. Stewart

## Utmärkelser
- 2005 - Broadcast Film Critics Association Awards - Critics Choice Award - Bästa sång, Mick Jagger och David A. Stewart för Old Habits Die Hard
- 2005 - Golden Globe - Bästa sång i rörlig film, Mick Jagger och David A. Stewart för Old Habits Die Hard
- 2005 - Sierra Award - Bästa sång, Mick Jagger och David A. Stewart för Old Habits Die Hard
- 2005 - World Soundtrack Award - Bästa sång skriven för film, Mick Jagger och David A. Stewart för Old Habits Die Hard